# Anapis circinata
Anapis circinata är en spindelart som först beskrevs av Simon 1895.  Anapis circinata ingår i släktet Anapis och familjen Anapidae.
Artens utbredningsområde är Venezuela. Inga underarter finns listade i Catalogue of Life.